# Charles Louis de Bourbon (Naundorff)
Pour les articles homonymes, voir Naundorff, Charles XII et Charles XIII.
Ne doit pas être confondu avec Louis-Charles de Bourbon (Naundorff) ou Charles de Bourbon (Naundorff).
Titres
Prétendant naundorffiste aux trônes de France et de Navarre
21 décembre 2008 – 16 novembre 2022
(13 ans, 10 mois et 26 jours)
Prétendant naundorffiste aux trônes de France et de Navarre
(branche canadienne)
8 janvier 1975 – 21 décembre 2008
(33 ans, 11 mois et 13 jours)
Charles-Louis de Bourbon, né le 2 novembre 1933 à Nimègue et mort le 16 novembre 2022 à Toronto, est un prétendant naundorffiste au trône de France, sous le nom de Charles XIII, de 1933 à sa mort, en tant que descendant de Karl-Wilhelm Naundorff, le plus célèbre de ceux qui, au XIXe siècle, prétendirent être le dauphin Louis XVII, fils du roi Louis XVI et de Marie-Antoinette d'Autriche, officiellement mort à la tour du Temple.

## Famille
Il est né le 2 novembre 1933 à Nimègue (Pays-Bas), de Louis-Adelberth de Bourbon (1908-1975) et de Gudrun Marie Naumann (1905-1970).
Il appartient à la branche d'Adelberth de Bourbon (1840-1887), dite branche canadienne en opposition à la branche de Charles-Edmond de Bourbon (1833-1883) dite branche française.
En 1953, il se marie avec Arline-Marie Winchester (1933), à Markham au Canada selon le rite anglican, le clergé catholique canadien ayant refusé de le marier avec la particule « de » Bourbon, et n’acceptait que le nom seul. Il est finalement marié au rite catholique le 3 avril 1982, à l'Hôtel des Invalides à Paris. Le couple a quatre enfants :
1. Philippe-Charles de Bourbon, dit « fils de France », né le 10 décembre 1953 à Timmins et décédé le 2 avril 1955 à Toronto ;
2. Marie-Louise de Bourbon, dite « fille de France », née le 23 décembre 1955 à Toronto, épouse John Albert Richard Knight (postérité) ;
3. Michel-Henri de Bourbon, dit « dauphin de France » (à partir du 8 janvier 1975), né le 10 février 1957 à Toronto, épouse en premières noces Deborah Dean (postérité), puis Jacqueline Anne Rodrigues (postérité), et en troisièmes noces Yvonne Serdar ;
4. Jean-Edmond de Bourbon, dit fils de France », né le 7 décembre 1960 à Ajax, épouse Laura Linda Rudy (postérité).

## Biographie
Prétendant de 1975 à 2008 sous le nom de « Charles XII », il prend en 2008, la succession de son rival et cousin, Charles (1929-2008), dit également « Charles XII » et chef de la branche française, après que le fils de celui-ci, Hugues de Bourbon (né hors mariage en 1974), a refusé de prendre la succession de son père. Désormais prétendant de tout le clan des naundorffistes, il change de nom à partir de 2008 pour celui de « Charles XIII » pour prouver à ses partisans qu'il se situe dans la continuité de son cousin.
Descendant de Karl-Wilhelm Naundorff (1785-1845), qui prétendait être Louis XVII, il se pose en héritier légitime de la couronne de France face aux Bourbons d'Espagne, soutenus par les légitimistes, et aux Orléans, soutenus par les orléanistes.
En 2016, il publie un livre biographique : Louis XVII a survécu à la prison du Temple. La preuve par l'analyse ADN. Il y retrace sa vie et celle de son prétendu arrière-arrière-grand-père et propose ainsi une théorie fortement documentée sur l'échappement de Louis XVII de la prison du Temple et sa survivance avec les résultats de quatre analyses ADN de Karl-Wilhelm Naundorff, son cousin Hugues de Bourbon, Louis XVII (Louis Charles de France) et trois membres de la famille reconnue de Bourbon : Sixte-Henri de Bourbon-Parme, Axel de Bourbon-Parme et de João de Orléans e Bragança.
Charles-Louis de Bourbon est décédé le 16 novembre 2022, à l’âge 89 ans, dans l’Ontario, au Canada, suivi, dix jours plus tard, par Renée Divoux, mère de Hugues de Bourbon et veuve de Charles XII, dans sa 91e année.

## Armoiries
| Blason | Blasonnement : D'azur à un sacré-cœur de gueules accompagné de trois fleurs de lys d'or. Commentaires : En 1879, Louis-Charles de Bourbon (« Charles XI ») (1831-1899) et sa sœur Amélie (1819-1891) décident de porter le Sacré-Cœur en « abîme » sur l'écu traditionnel des rois de France aux trois fleurs de lys. |

## Publications  (sélection)
- Louis XVII : au coeur de l'histoire, traduit de l'anglais par Claude Badens, Hyères  : Éd. du LAU, impr. 2006 (BNF 40947155)
- Louis XVII a survécu à la prison du Temple : la preuve par l'analyse ADN ; adapté de l'anglais par Claude Badens, Perpignan : Éditions de Saint-Amans, 2016, (BNF 45212964)
- (en) I exist , Victoria, B.C. : Trafford, 2005 (OCLC 63704997)